# Natalie Portman
Natalie Portman, geboren als Natalie Hershlag (Hebreeuws: נטע-לי הרשלג) (Jeruzalem, 9 juni 1981), is een Israëlisch-Amerikaans actrice. Haar eerste rol kreeg ze in 1994 in de actiethriller Léon als tegenspeelster van Jean Reno. Maar het grote succes kwam toen ze de rol kreeg  van Padmé Amidala in Star Wars Episode I, II en III (1999, 2002 en 2005). Ze werd in 2005 genomineerd voor een Oscar voor haar rol in Closer, waarmee ze onder meer een Golden Globe won. In 2011 won ze de Oscar voor beste vrouwelijke hoofdrol voor haar rol in de film Black Swan.
'Portman' is een artiestennaam, naar haar grootmoeders oorspronkelijke achternaam.

## Biografie
Portman werd geboren in Jeruzalem. Het gezin verhuisde naar Maryland, daarna naar Connecticut, waarna het zich op Long Island vestigde.
Portman werd ontdekt in een pizzeria toen zij elf jaar oud was, door een agente van Revlon, die haar als model wilde. Op haar twaalfde maakte zij haar filmdebuut in Léon van Luc Besson. Haar rol als meisje dat met een moordenaar bevriend raakte was het begin van een patroon van het vertolken van personages die gewoonlijk bijzonder intelligent en volwassen voor hun leeftijd zijn.
Portman werd genomineerd voor een Golden Globe in 1999 voor haar bijrol als Ann August in Anywhere But Here. In 2004 won ze deze prijs daadwerkelijk voor haar bijrol als Alice in Closer. Portman kreeg goede kritieken in Beautiful Girls en speelde een bijrol in Everyone Says I Love You. Star Warsfans kennen haar als Padmé Amidala in de prequels, Star Wars: Episode I: The Phantom Menace, Star Wars: Episode II: Attack of the Clones en Star Wars: Episode III: Revenge of the Sith.
In 2007 was Portman te zien in de videoclip van de single Dance Tonight van Paul McCartney. Ze verscheen tevens in de videoclip van Devendra Banhart. Het liedje heette Carmensita. In 2012 werkte ze opnieuw samen met Paul McCartney in het nummer My Valentine.
Portman is vegetariër sinds ze negen jaar oud was. In 2009 werd ze veganiste, na lezing van het boek Dieren eten van Jonathan Safran Foer. Ze is afgestudeerd aan de Harvard-universiteit in de psychologie (2003). Portman staat bekend om haar sociale betrokkenheid. Zo werd ze in 2008 tot de ‘meest milieuvriendelijke ster ter wereld’ uitgeroepen door de groene website Grist.org en op het filmfestival van Venetië won ze datzelfde jaar de ‘Movie for Humanity’ award. Dit is de prijs voor de acteur of actrice die zich dat jaar het meest heeft ingezet voor goede doelen. Deze werd in 2008 voor het eerst uitgereikt.
Portman zet zich in voor onder meer de ‘Jane Goodall foundation’. Ze ondersteunt ook de campagne van FINCA Microfinance als ambassadrice. Ze promoot daarnaast de schoenen van Té Casan, gemaakt van milieuvriendelijke en niet-dierlijke materialen, ze zet zich in voor de berggorilla’s in Rwanda via het Mountain Gorilla Veterinary Project en is het gezicht van een firma die spaarlampen maakt.
In 2000 kreeg Portman een aanbieding om Jubilee te spelen in X-Men. Ze weigerde de rol, waarna dit personage uit het script werd geschreven. In mei 2008 maakte Portman als jongste jurylid deel uit van de Jury van het 61e Internationale Filmfestival Cannes. In 2012 speelde Portman in een reclamespotje van Christian Dior.
In 2016 speelde ze de hoofdrol in de film Jackie over het leven van de Amerikaanse first lady Jacqueline Kennedy. Ze won voor deze rol onder meer de Critics' Choice Award (beste actrice).
In november 2017 werd aan Portman de Genesisprijs  2018 toegekend. Een prestigieuze Israëlische prijs waaraan een prijzengeld is verbonden ter waarde van een miljoen dollar (Dit jaar echter verdubbeld door een donatie van een zakenman.) In april liet zij weten niet van plan te zijn aan de prijsuitreiking in juni deel te nemen vanwege “recente gebeurtenissen in Israël” die haar “zeer verontrustten”. Temeer omdat premier Netanyahu bij de prijsuitreiking zou speechen en zij op geen enkele wijze de indruk wilde wekken achter zijn politiek te staan. Eerder had zij opmerkingen van hem racistisch genoemd.

### Privéleven
Tijdens het filmen van Black Swan kreeg Portman een relatie met choreograaf Benjamin Millepied. Op 27 december 2010 maakte hun woordvoerder bekend dat zij zich hadden verloofd en dat Portman zwanger was. Op 14 juni 2011 werd bekend dat ze een zoon had gekregen. Portman en Millepied trouwden op 5 augustus 2012.

## Filmografie

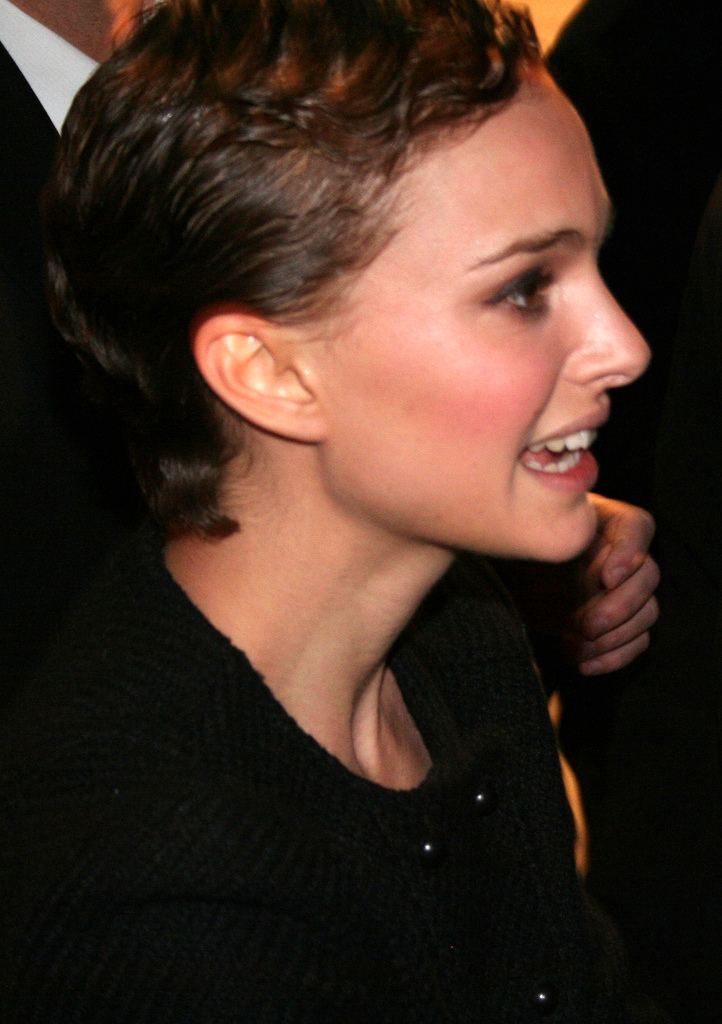
Portman ontmoet fans in Berlijn

## Theaterrollen
- The Diary of Anne Frank (1999)
- The Seagull (2001)

## Deelname in televisieprogramma's
- Sesamstraat
- Tot 2008, twaalf keer in de Late Show with David Letterman
- The Ellen DeGeneres Show (2004)